# Kombo-Laka
Kombo-Laka est un village de la commune de Meiganga situé dans la région de l'Adamaoua et le département du Mbéré au Cameroun, à proximité de la frontière avec la République centrafricaine, à 260 km de Ngaoundéré et 134 km de Meiganga.

## Population
En 1967, la localité comptait 1 001 habitants, principalement Gbaya, Peuls et Bororo. À cette date elle était dotée d'un marché hebdomadaire le jeudi, d'une école et d'un dispensaire publics.
Lors du recensement de 2005, 846 personnes y ont été dénombrées.

## Économie
L'exploitation de l'or joue un rôle majeur dans cette localité. Elle a commencé avant l'indépendance, avec les Allemands, puis les Français autour des années 1950. Le nombre de mineurs présents sur le site est estimé à environ deux mille.